# داندي مول

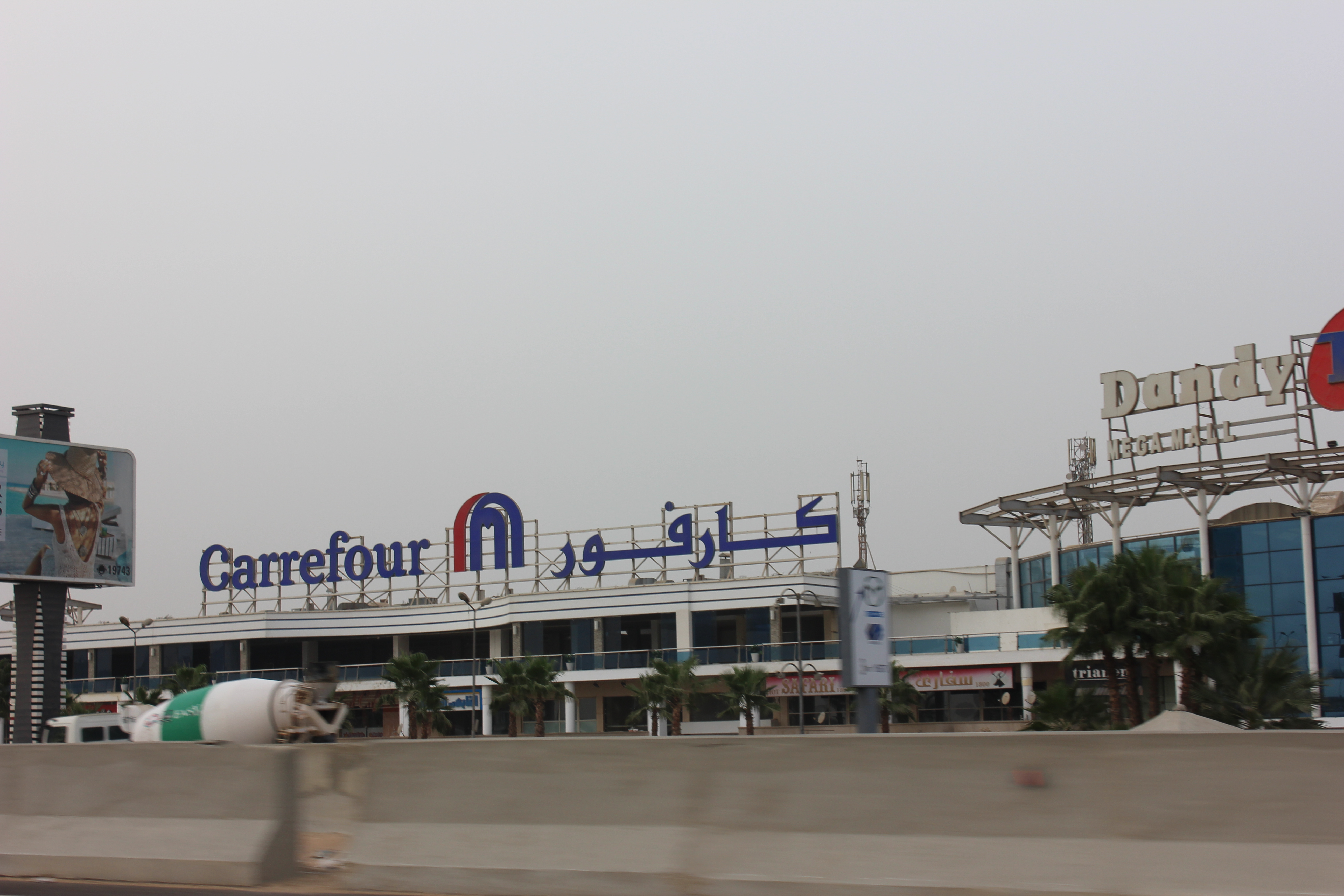
داندي مول، وكارفور

داندي مول هو أحد المراكز التجارية في مصر. يقع المركز بمحافظة الجيزة في الكيلو 28 بطريق طريق مصر- الإسكندرية الصحراوي. مساحة المركز التجاري حوالي 82 ألف متر مربع قابلة للزيادة لـ120 ألف متر مربع.

## وصلات خارجية
- الموقع الرسمي للمركز